# Синдром Кушинга
Синдром Кушинга — сукупність симптомів викликаних тривалим впливом глюкокортикоїдів, таких як кортизол. Вперше синдром був описаний американським нейрохірургом Гарві Кушингом 1932 року. Симптомами синдрому є: підвищений кров'яний тиск, черевне ожиріння (руки та ноги лишаються тонкими), кругле червоне обличчя, жирова грудочка між плечами, слабкість м'язів та кісток, вугрі та тендітна шкіра, яка погано загоюється. У жінок може розвиватися оволосіння за чоловічим типом і можуть спостерігатися нерегулярні менструації. Іноді синдром супроводжується змінами настрою, головними болями та хронічним відчуттям втоми.
Синдром Кушинга часто зумовлений прийомом великої кількості кортизолоподібних препаратів, таких як преднізон; або пухлиною, яка сама виробляє чи стимулює вироблення надмірної кількості кортизолу наднирковими залозами. Випадки, пов'язані з аденомою гіпофіза, відомі як хвороба Кушинга, є другою за частотою причиною синдрому Кушинга після прийому медикаментів. Ряд інших пухлин також може викликати синдром Кушинга. Деякі з цих пухлин пов'язані зі спадковими порушеннями, такими як множинна ендокринна неоплазія 1 типу та комплекс Карні. Діагностика складається з кількох етапів. Першим кроком є перевірка ліків, які приймає людина. Другим етапом є вимірювання рівня кортизолу в сечі, слині або крові після прийому дексаметазону. Також, кортизол можна вимірювати пізно вночі. Якщо кортизол залишається високим, можна зробити аналіз крові на АКТГ.
Більшість випадків піддаються лікуванню. Якщо причиною синдрому були медичні препарати, то їх дозу повільно зменшують, або, якщо потреби в них вже немає, повільно припиняють прийом. Якщо причиною є пухлина, то лікують її з допомогою хірургічного втручання, хіміотерапії та / або опромінення. Якщо був уражений гіпофіз, можуть знадобитися інші ліки, щоб компенсувати його втрачену функцію. При лікуванні тривалість життя, як правило, нормальна. Але у випадках, коли операція не може видалити всю пухлину, пацієнти мають підвищений ризик смерті.
Синдром виявляється у двох — трьох людей з мільйону на рік. Найчастіше цей стан спостерігається у людей віком від 20 до 50 років, при цьому жінки страждають від нього втричі частіше, ніж чоловіки. Легший ступінь перевиробництва кортизолу без явних симптомів зустрічається найчастіше. Синдром Кушинга також може виникати у тварин, зокрема в котів, собак та коней.

## Ознаки та симптоми

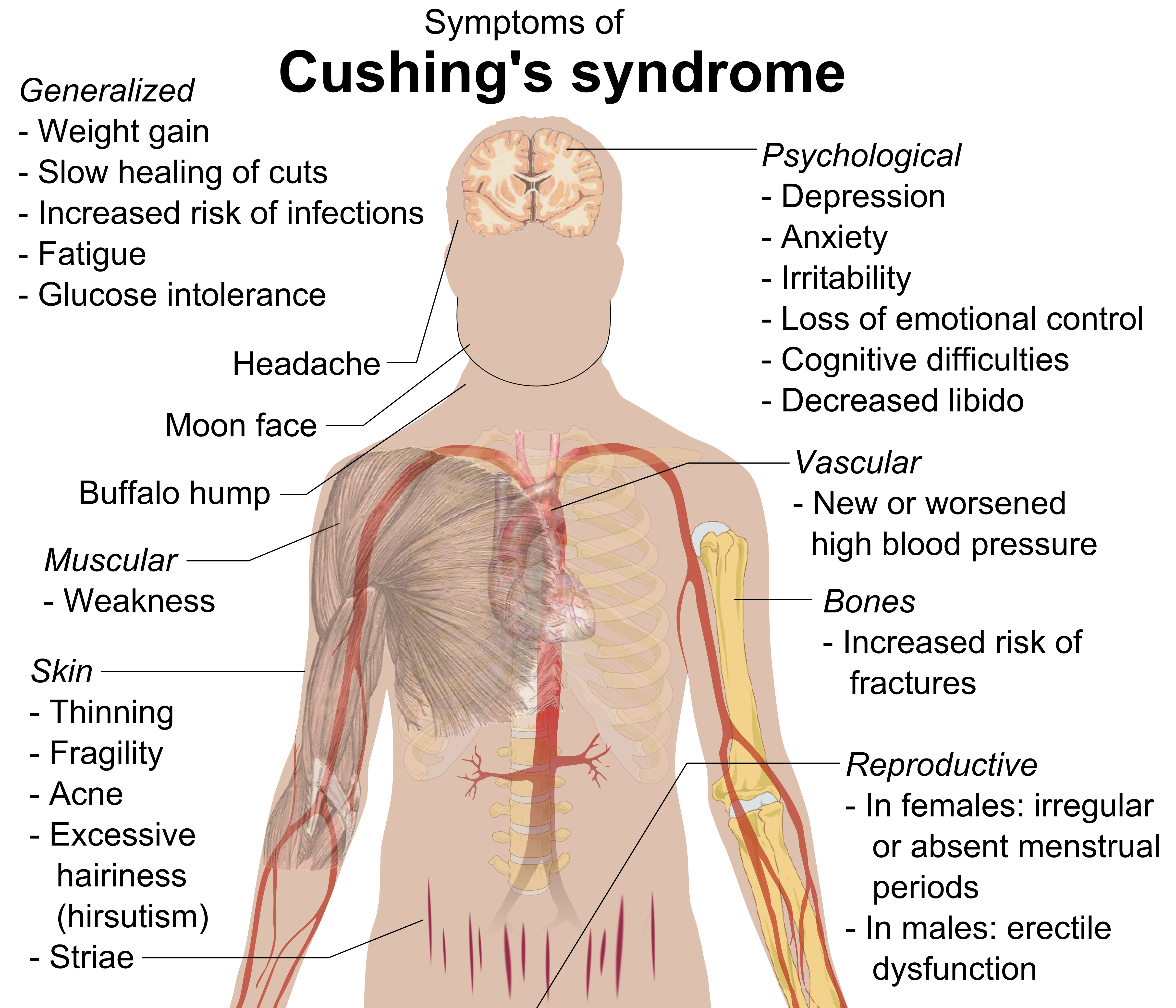
Симптоми синдрому Кушинга

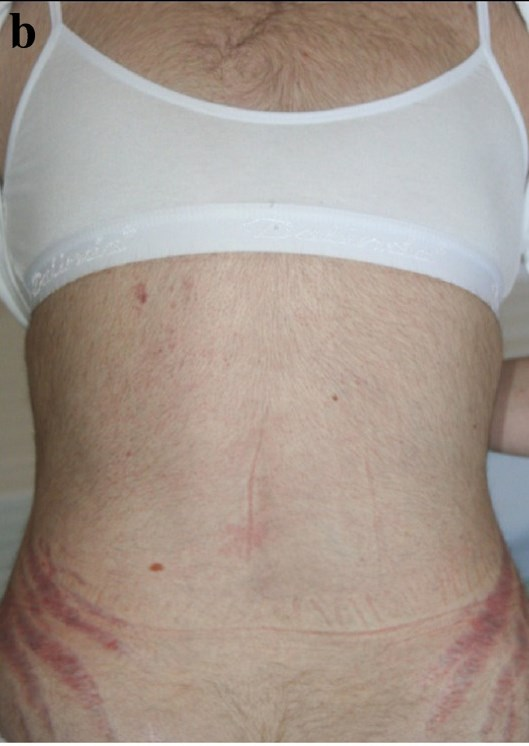
Гірсутизм (підвищене оволосіння тіла) та розтяжки у людини з медикаментозним синдромом Кушинга

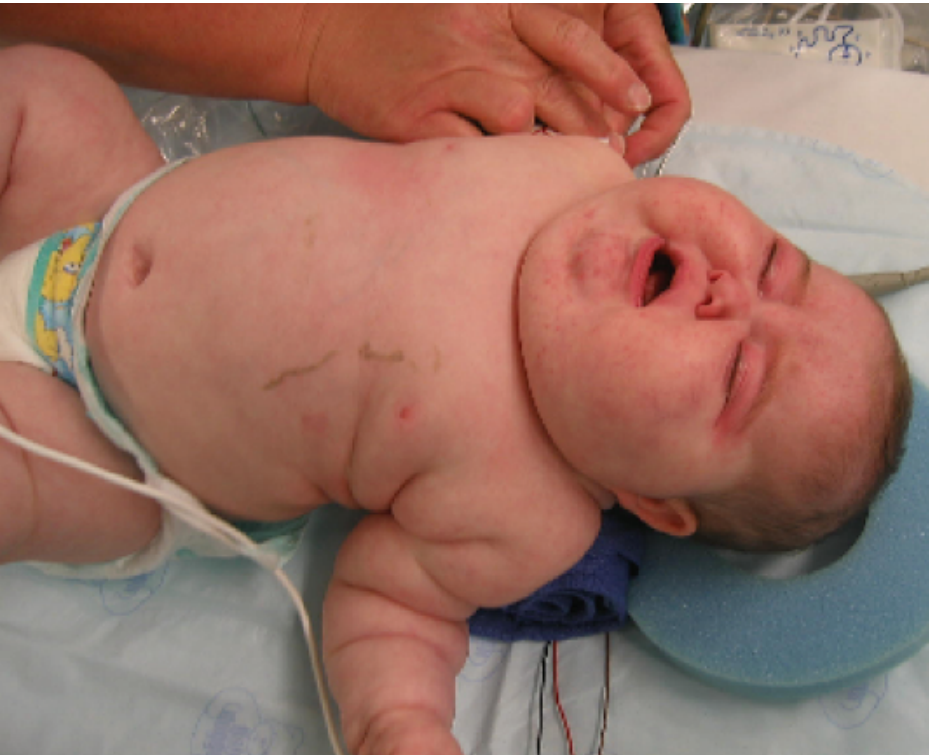
Особливості синдрому Кушинга, включаючи округле обличчя, вугрі, червонуватість шкіри, центральне ожиріння та поганий тонус м'язів

Синдром Кушинга супроводжується швидким набором ваги, особливо в районі тулуба та обличчя (центральне ожиріння); розростанням жирових подушечок уздовж ключиць, на потилиці (ліподистрофія) та на обличчі («місячне обличчя»). Також, симптомами є надмірне потовиділення, розширення капілярів, витончення шкіри (що спричиняє утворенню синців та викликає сухість шкіри) та слизових оболонок, появу фіолетових або червоних розтяжок (збільшення ваги при синдромі Кушинга розтягує тонку та ослаблену шкіру, що спричиняє крововиливи) на тулубі, сідницях, руках, ногах або грудях, слабкість проксимальних м'язів (стегна, плечей), гірсутизм (ріст волосся за чоловічим типом), облисіння та / або надзвичайно сухе та ламке волосся. Також, з'являються прищі на обличчі і посилюється сприйнятливість до поверхневих грибкових (дерматофітних та маласезійних) інфекцій. У рідкісних випадках синдром Кушинга може спричинити гіпокальціємію. Крім того, надлишок кортизолу може впливати на інші ендокринні системи, та спричиняти, наприклад, безсоння, зниження лібідо, імпотенцію у чоловіків та аменорею чи олігоменорею та безпліддя у жінок. Аменорея обумовлена, зокрема, гіперкортицизмом, що пригнічує гіпоталамус і, як наслідок, призводить до зниження рівня гонадотропін-рилізинг-гормону.
З підвищеним рівнем кортизолу також пов'язані такі когнітивні стани як: дисфункції пам'яті та уваги, депресії і тривожні розлади.
Можуть спостерігатися: посилене сечовипускання (і посилена спрага, що його супроводжує), стійкий високий кров'яний тиск (завдяки посиленню кортизолом судинозвужувального ефекту адреналіну) та резистентність до інсуліну. Інсулінорезистентність супроводжується шкірними змінами, такими як чорний акантоз в пахвовій западині та навколо шиї. За відсутності лікування синдром Кушинга може призвести до серцево-судинних захворювань. Кортизол також може виявляти мінералокортикоїдну активність у високих концентраціях, посилюючи гіпертензію та призводячи до гіпокаліємії (часто при ектопічній секреції АКТГ) та гіпернатріємії (підвищена концентрація іонів Na+ у плазмі). Крім того, надмірна кількість кортизолу може призвести до розладів шлунково-кишкового тракту, опортуністичних інфекцій та порушення загоєння ран, пов'язаних із пригніченням кортизолом імунної та запальної реакцій. Остеопороз також є проблемою, пов'язаною з синдромом Кушинга, оскільки активність остеобластів пригнічується. Крім того, синдром Кушинга може спричинити хворобливість суглобів. Також, можуть відбуватися зміни мозку, такі як церебральна атрофія. Ця атрофія пов'язана з зонами високих концентрацій глюкокортикоїдних рецепторів, такими як гіпокамп, і сильно корелює з психопатологічними змінами особистості.

### Гіперпігментація
Синдром Кушинга, пов'язаний з надлишком АКТГ, також може супроводжуватися гіперпігментаціїєю, яка, імовірно, пов'язана з виробленням меланоцитстимулюючого гормону, що є побічним продуктом синтезу АКТГ із проопіомеланокортину або з власною здатністю АКТГ, β-ліпотропіну та γ-ліпотропіну у високих концентраціях впливати на меланокортиновий рецептор 1. Коли синдром Кушинга викликаний підвищенням кортизолу на рівні надниркових залоз (через аденому або гіперплазію), негативний зворотній зв'язок в результаті знижує вироблення АКТГ гіпофізом. У цих випадках рівень АКТГ залишається низьким і гіперпігментація не розвивається.

## Причини
Синдром Кушинга може бути наслідком будь-якого підвищення рівня глюкокортикоїдів, і його причинами можуть бути як медикаменти, так і внутрішні процеси. Однак деякі джерела не розглядають стан, спричинений ліками, як «синдром Кушинга», натомість використовують термін «кушингоїд» для опису побічних ефектів ліків, що імітують ендогенний стан.
Хвороба Кушинга — це специфічний тип синдрому Кушинга, спричинений пухлиною гіпофіза, що призводить до надмірної продукції АКТГ (адренокортикотропного гормону). Надмірна кількість АКТГ стимулює кору надниркових залоз виробляти більше кортизолу, спричинюючи захворювання.

### Екзогенні причини розвитку синдрому
Найбільш поширеною причиною синдрому Кушинга є використання призначених глюкокортикоїдів довгий час з підвишеням дози, для лікування інших захворювань (ятрогенний синдром Кушинга). Глюкокортикоїди використовуються для лікування різноманітних розладів, включаючи астму та ревматоїдний артрит, а також для імуносупресії після трансплантації органів.
Крім того, можливе введення синтетичного АКТГ, але АКТГ призначають рідше через вартість та меншу корисність. Рідко синдром Кушинга може бути наслідком використання ацетату медроксипрогестерону. При екзогенному надходженні кортизолу наднирники можуть поступово атрофуватися через відсутність стимуляції АКТГ, вироблення якої пригнічується глюкокортикоїдними препаратами. Таким чином, раптова зупинка прийому ліків може призвести до гострої та потенційно небезпечної для життя недостатності надниркових залоз (хвороба Аддісона), тому дозу необхідно повільно та обережно зменшувати, щоб забезпечити внутрішнє вироблення кортизолу. У деяких випадках пацієнти ніколи не відновлюють достатній рівень внутрішнього вироблення, і вони повинні продовжувати приймати глюкокортикоїди у фізіологічних дозах протягом усього життя.
Синдром Кушинга в дитячому віці особливо рідкісний і, як правило, є наслідком використання глюкокортикоїдних препаратів.

### Ендогенні причини
Ендогенний синдром Кушинга є наслідком певного розладу власної системи секреції кортизолу в організмі.
- При гіпофізарному Кушингу доброякісна аденома гіпофіза виділяє АКТГ. Це також відомо як хвороба Кушинга і відповідає за 70 % випадків ендогенного синдрому Кушинга.[36]
- При Кушинга, зумовленому наднирковими залозами, надлишок кортизолу виробляється пухлинами надниркових залоз, гіперпластичними наднирковими залозами або наднирковими залозами з вузловою гіперплазією надниркових залоз.
- При ектопічному (паранеопластичному) Кушингу АКТ(зрідка з кортикотропін-рилізинг гормоном) виробляється поза нормальною гіпофізарно-наднирковою системою і впливає на надниркові залози. Ця етіологія спостерігається при таких захворюваннях, як дрібноклітинний рак легенів.[37]
- Нарешті, повідомляється про рідкісні випадки пухлин, що секретують кортикотропін-рилізинг гормон (без секреції АКТГ), що стимулює вироблення АКТГ в гіпофізі.[38]

### Синдром псевдо-Кушинга
Підвищений рівень загального кортизолу також може бути обумовлений естрогеном, який міститься в таблетках для оральної контрацепції. Ці таблетки можуть призводити до синдрому псевдо-Кушинга. Естроген може спричинити підвищення кортизолзв'язуючого глобуліну і тим самим призвести до підвищення загального рівня кортизолу. Однак загальний вміст вільного кортизолу, який є активним гормоном в організмі, як вимірюється 24-годинним забором сечі для вільного кортизолу в сечі, є нормальним.

## Патофізіологія
Гіпоталамус знаходиться в головному мозку, а гіпофіз знаходиться трохи нижче нього. Паравентрикулярне ядро (PVN) гіпоталамуса вивільняє кортикотропін-рилізинг-гормон (CRH), який стимулює вивільнення адренокортикотропіну (ACTH) гіпофізом. АКТГ рухається з кров'ю до наднирників, де стимулює вивільнення кортизолу. Кортизол секретується корою надниркових залоз з області, яка називається zona fasciculata у відповідь на АКТГ. Підвищений рівень кортизолу зменшує кількість CRH в гіпоталамусі, що зменшує кількість АКТГ.
При підозрі на синдром Кушинга використовують тест на супресію дексаметазону (введення дексаметазону та часте визначення рівня кортизолу та АКТГ), або 24-годинне вимірювання рівня кортизолу в сечі. Дексаметазон є глюкокортикоїдом і імітує вплив кортизолу, маючи негативний зворотній зв'язок з гіпофізом. При введенні дексаметазону та дослідженні зразка крові рівень кортизолу > 50 нмоль / л (1,81   мкг / дл) свідчить про синдром Кушинга, оскільки існує ектопічне джерело кортизолу або АКТГ (наприклад, аденома надниркових залоз), яке не інгібується дексаметазоном. Новим підходом, нещодавно визначеним FDA США, є відбір проб кортизолу в слині протягом 24 годин, оскільки пізно вночі рівень слинного кортизолу високий у хворих на кушингоїди. Можливо, доведеться встановити рівень інших гормонів гіпофіза. При підозрі на ураження гіпофіза, яке може тиснути на хіазму зорового нерва, спричиняючи типову бітемпоральну геміанопію, може знадобитися проведення обстеження для визначення будь-якого дефекту поля зору. Коли будь-який з цих тестів позитивний, проводять КТ надниркової залози та МРТ гіпофіза, щоб виявити наявність будь-яких аденом надниркових залоз чи гіпофіза або інциденталом (випадкове виявлення нешкідливих уражень). Іноді необхідна сцинтиграфія надниркових залоз за допомогою йодохолестеринового сканування. Іноді необхідно визначати рівень АКТГ в різних венах в організмі шляхом венозної катетеризації, в напрямку до гіпофіза. У багатьох випадках пухлини, що викликають хворобу Кушинга, розміром менше 2 мм,  і їх важко виявити за допомогою МРТ або КТ. В одному дослідженні з 261 пацієнта з підтвердженою хворобою Кушинга гіпофіза лише 48 % уражень гіпофіза були виявлені за допомогою МРТ до операції.

## Лікування
Більшість випадків спричинені кортикостероїдними препаратами, такими як препарати, що застосовуються при астмі, артриті, екземі та інших запальних станах. Отже, більшість пацієнтів отримують ефективне лікування, зменшуючи (і врешті-решт припиняючи) прийом ліків, що викликають симптоми. Якщо виявлено аденому надниркових залоз, її можна видалити хірургічним шляхом. Незалежно від локалізації аденоми, більшість пацієнтів потребують заміни прийому стероїдів після операції, принаймні тимчасово, оскільки нормальна продукція гормонів, після тривалого пригнічення АКТГ гіпофіза та нормальної тканини надниркових залоз, відновлюється не відразу. При видаленні обох наднирників, обов'язковою є заміна гідрокортизоном або преднізолоном. Також, було встановлено, що декілька препаратів пригнічують синтез кортизолу (наприклад, кетоконазол, метирапон), але вони мають обмежену ефективність. Міфепристон є потужним антагоністом глюкокортикоїдних рецепторів типу II і, оскільки він не перешкоджає нормальній передачі рецепторів гомеостазу кортизолу типу I, він може бути особливо корисним для лікування когнітивних ефектів синдрому Кушинга. Однак ці ліки пов'язані зі значними суперечками через їх використання як абортивного засобу. У лютому 2012 року FDA затвердила міфепристон для корекції високого рівня цукру в крові (гіперглікемія) у дорослих пацієнтів, які не є кандидатами на операцію або не реагували на попередню операцію, з попередженням, що міфепристон ніколи не слід застосовувати вагітним жінкам. У березні 2020 року озилодростат, пероральні таблетки, інгібітор ферменту 11-бета-гідроксилази, були схвалені FDA для лікування тих пацієнтів, які не можуть пройти операцію на гіпофізі, або пацієнтів, які перенесли операцію, але продовжують хворіти.
Видалення надниркових залоз за відсутності відомої пухлини іноді проводять для усунення вироблення надлишку кортизолу. У деяких випадках, це усуває негативний зв'язок з раніше прихованою аденомою гіпофіза, і вона починає швидко зростати і виробляти екстремальні рівні АКТГ, що призводить до гіперпігментації. Ця клінічна ситуація відома як синдром Нельсона.

## Епідеміологія
Синдром Кушинга, спричинений лікуванням кортикостероїдами, є найпоширенішою формою. Хвороба Кушинга зустрічається рідко. Данське дослідження виявило, що захворюваність на Хворобу Кушинга становить менше одного випадку на мільйон людей на рік. Однак безсимптомні мікроаденоми (менше 10 мм) гіпофіза виявляються приблизно у кожної шостої особи.
Люди з синдромом Кушинга мають більшу захворюваність та смертність порівняно із загальною популяцією. Найбільш поширеною причиною смертності при синдромі Кушинга є серцево-судинні хвороби. Люди з синдромом Кушинга мають майже в 4 рази більшу серцево-судинну смертність порівняно із загальною популяцією.

## Дивитися також
- Хвороба Аддісона
- Хвороба Кушинга
- Аденома гіпофіза